# Rausan
Rausan (en francès Rauzan) és un municipi francès, situat al departament de la Gironda i a la regió de la Nova Aquitània.

## Demografia
| 1962                                       | 1968 | 1975 | 1982 | 1990 | 1999  | 2007  |
| ------------------------------------------ | ---- | ---- | ---- | ---- | ----- | ----- |
| 841                                        | 858  | 903  | 888  | 978  | 1.035 | 1.121 |
| Des de 1962: població sense dobles comptes |      |      |      |      |       |       |

## Administració
| Període | Identitat    | Partit |
| ------- | ------------ | ------ |
| 2001-   | Gerard César | UMP    |